# Microlamia norfolkensis
Microlamia norfolkensis är en skalbaggsart som beskrevs av Stefan von Breuning 1947. Microlamia norfolkensis ingår i släktet Microlamia och familjen långhorningar. Inga underarter finns listade i Catalogue of Life.